# Linnaemya stackelbergi
Linnaemya stackelbergi är en tvåvingeart som beskrevs av Zimin 1954. Linnaemya stackelbergi ingår i släktet Linnaemya och familjen parasitflugor. Inga underarter finns listade i Catalogue of Life.